# سر سایریل هینشلوود
سر سایریل هینشلوود (به انگلیسی: Sir Cyril Norman Hinshelwood) ‏ (۱۹ ژوئن ۱۸۹۷ - ۹ اکتبر ۱۹۶۷)، شیمی و فیزیک‌دان اهلانگلستان بود که در لندن زاده شد. او تحصیلات ابتدایی خود را در کانادا شروع کرد و بعد از مرگ پدرش به انگلستان برگشت و در چلسی مشغول به تحصیل شد و بعد وارد دانشگاه آکسفورد شد. در سال ۱۹۵۶ برای تحقیقاتش درباره مکانیزم‌های واکنشهای شیمیایی به‌طور مشترک به همراه نیکولای سیمینوف روسی موفق به دریافت جایزه نوبل شیمی شد.